# Lenguas de El Salvador
Las lenguas de El Salvador son los idiomas (y sus variedades lingüísticas) hablados por los habitantes del territorio salvadoreño. El castellano es el idioma oficial del país de acuerdo con el artículo 62 de la Constitución de El Salvador de 1983, e incluye tres idiomas autóctonos reconocidos dentro del territorio:

El idioma oficial de El Salvador es el castellano. El gobierno está obligado a velar por su conservación y enseñanza. Las lenguas autóctonas que se hablan en el territorio nacional forman parte del patrimonio cultural y serán
 objeto de preservación, difusión y respeto.

Sin embargo existen idiomas alóctonas, que no fueron mencionadas en la constitución como el inglés, francés e italiano registrados de acuerdo con el Censo salvadoreño de 2024.

## Lenguas autóctonas
Antes de la conquista, El Salvador tenía siete lenguas indígenas de las cuales cuatro se encuentran extintas, y las otras tres han sobrevivido a través de la historia, a pesar de que están desapareciendo si no se toman medidas:

### Lenguas en peligro de extinción
- En el grupo Pipil hablan el Idioma náhuat, considerado el idioma autóctono más hablado del país; cuenta con más de mil habitantes.
- En el grupo Lenca, conocido como Potón, se ubica en el oriente del país, considerado como uno de los idiomas en peligro de extinción con 32 habitantes.
- En el grupo Cacaopera se ubica en el departamento de Morazán, considerado como otro idioma casi extinto con 24 habitantes.

### Lenguas extintas
- En el grupo Maya se hablaba el pokomam (†), al poniente del departamento de Santa Ana; y el chortí (†), en la zona mayoritaria del Departamento de Chalatenango y el norte de Metapán en Santa Ana que fue conquistado por los españoles a los mediados de los 1530.[4][5]
- En el grupo Xinca (†), se ubicaba en el occidente del departamento de Ahuachapán, que fueron influenciados desde Guatemala.[6][7]
- En el grupo Chorotega (†) se ubicaba en el oriente del departamento de  La Unión, considerado como idioma extinto por completo.

## Español
El español es el idioma más hablado por razones históricas del colonialismo europeo, y está presente de manera cultural, académica, económica, social y política desde la Constitución de 1962. La última revisión de establecer el idioma oficial fue en la Constitución de la República de 1983, lo que está indicado en el Artículo 62 de la Sección tercera, Capítulo II. Este dialecto centroamericano tiene ciertamente el yeísmo en sus alófonos y el seseo como cualquier país hispanoamericano; su forma de respeto a la segunda persona representa el voseo, aunque se conserva el tuteo alternativamente y el término usted como formal.

## Lenguajes de Señas
La Lengua de Señas Salvadoreña (LESSA), cuenta con reconocimiento oficial desde 2005 que tiene diversas asociaciones salvadoreñas promueven su uso, entre ellas están la Asociación Salvadoreña de Sordos, Asociación pro Desarrollo Integral de la Comunidad Sorda Salvadoreña (ASDICSSA) y Fundación Pro Educación de El Salvador (FUNPRES).

## Lenguas alóctonas
El Salvador tiene aproximadamente el 7% de la población que hablan idiomas alóctonos por las comunidades extranjeras del país mencionadas por algunos de estos.
- El inglés es el idioma en donde casi habla la mitad de la población de una manera académica, económica y social, catalogado como el quincuagésimo lugar en el mundo con una puntuación moderada de 524.[11]
- El francés está presente en su comunidad por situaciones migratorias basadas en sus historias, su educación y su economía. [12]
- El italiano es donde se marcó su influencia cultural desde el siglo XIX que tiene su comunidad parlante. [13]